# Matthew Francis Ustrzycki
Mathiew Francis Ustrzycki (ur. 25 marca 1932 w St. Catharines) – kanadyjski biskup katolicki polskiego pochodzenia.

## Życiorys
Urodził się 25 marca 1932 roku w St. Catharines (w prowicji Ontario). Jego rodzice polscy emigranci Jan i Józefina (z d. Stec), pochodzili z Leckiej. 
Uczęszczał do szkół katolickich: Holy Rosary w Hamilton, Sacred Heard w Guelph, Guelph Collegiate Vocational Institute, St. Jerome’s College. 
Wstąpił do Wyższego Seminarium Duchownego św. Augustyna w Scarborough koło Toronto. 30 maja 1959 roku otrzymał święcenia kapłańskie z rąk bpa Josepha Francisa Rayna. Przez trzy lata był wikariuszem parafii katedralnej w Hamiltonie i sekretarzem biskupa. Następnie odbył dwuletnie studia z prawa kanonicznego na Uniwersytecie Angelicum w Rzymie, które ukończył z tytułem licencjata. 
Po powrocie do Kanady był wikariuszem w parafii katedralnej, a następnie w kościele Matki Bożej z Lourdes. W tym czasie równocześnie był kanclerzem, a następnie oficjałem Trybunału Diecezjalnego. W 1973 roku został rektorem Katedry Chrystusa Króla w Hamiltonie. W 1979 roku otrzymał od Papieża Jana Pawła II godność Prałata i został proboszczem parafii św. Anny w Ancaster. W 1982 roku został wikariuszem generalnym Kurii Biskupiej w Hamilton. 
10 maja 1985 mianowany biskupem pomocniczym diecezji Hamilton i tytularnym biskupem Nationa. 3 lipca 1985 roku został konsekrowany na biskupa. 
1 czerwca 2007 roku przeszedł na emeryturę.